# Пульт

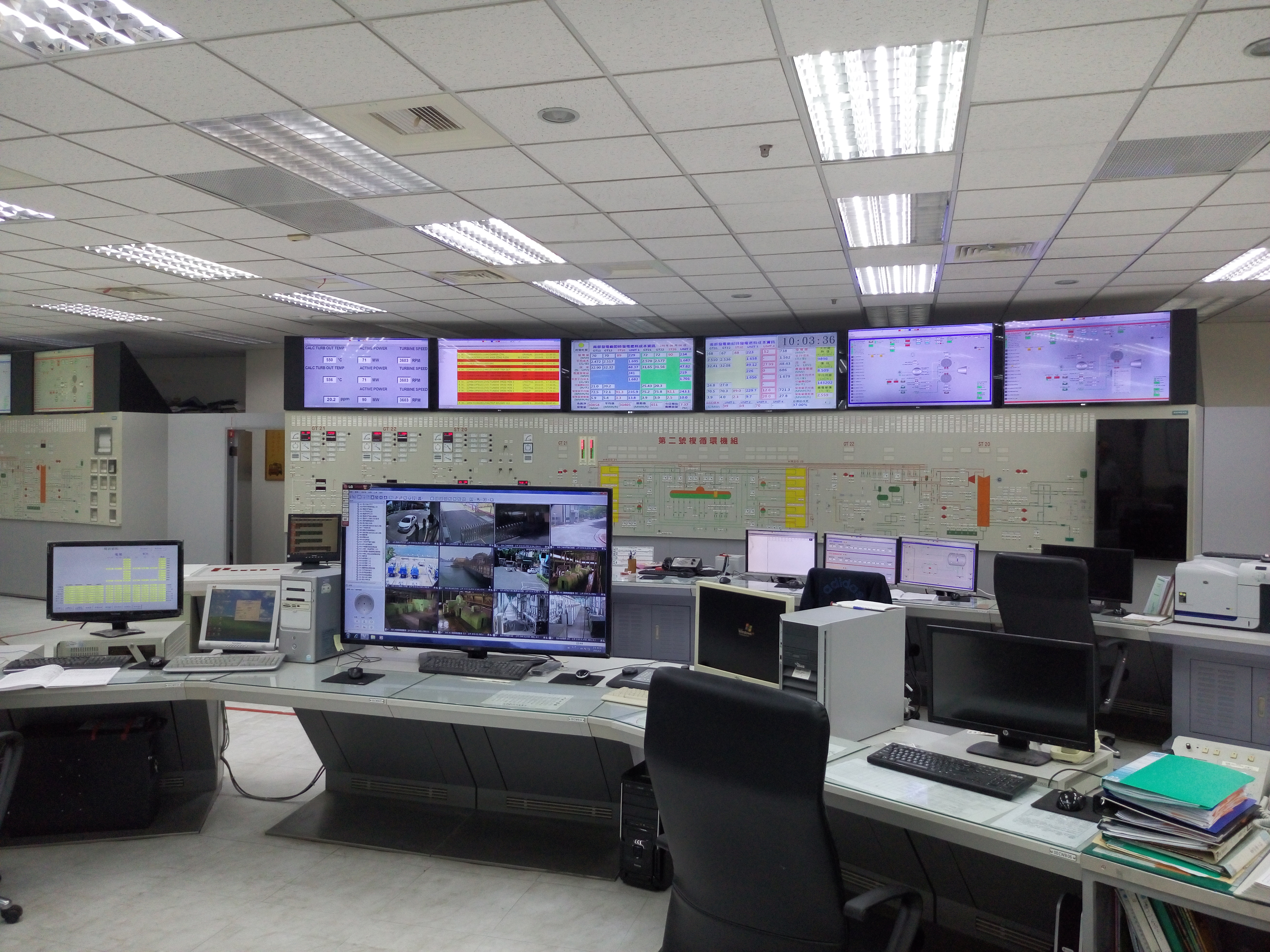
Пульт ТЕЦ Нан-Пу, Тайвань.

Пульт (керування) (англ. (control) panel, (control) desk, нім. Pult n, Schaltpult n, Steuerpult n, Pultschaltwerk n) — пристрій, на якому зосереджено устаткування для контролю над різними об'єктами і керування ними.

## Загальна характеристика
Розрізняють пульт оператора технологічного процесу (наприклад, флотації, відсадки на збагачувальній фабриці), окремим технологічним пристроєм, агрегатом (компресором, гірничим комбайном — очисним чи прохідницьким, вентилятором(рами) головного провітрювання шахти та ін.), пульт управління кораблем — водним, повітряним, космічним (авіаносцем, танкером, пасажирським судном, літаком, пілотованим космічним кораблем та ін.), і пульт диспетчера підприємства (наприклад, фабрики, металургійного, машинобудівного, хімічного тощо заводу, енергетичного підприємства (ГЕС, ТЕС, АЕС, електропідстанції тощо) або логістичної системи (наприклад, магістрального трубопровода, системи конвеєрів, керування рухом поїздів на залізниці, авіадиспетчера в аеропорту).
Крім того, сучасне озброєння — танки, дрони, артустановки тощо оснащене системами управління, інтегративною частиною яких є відповідні пульти управління.
Старіші пульти керування найчастіше оснащені кнопками та аналоговими приладами, самописцями, стрілковими вимірювальними приладами (вольтметри, амперметри, ватметри і т. ін.) тоді як сьогодні у багатьох випадках для моніторингу та керування використовуються сенсорні екрани.
Панель керування пульта — це плоска, часто вертикальна область, де відображаються інструменти керування або моніторингу, або це закритий блок, який є частиною системи, до якої користувачі мають доступ.
Пульт керування може бути стаціонарним або переносним.

## Галерея

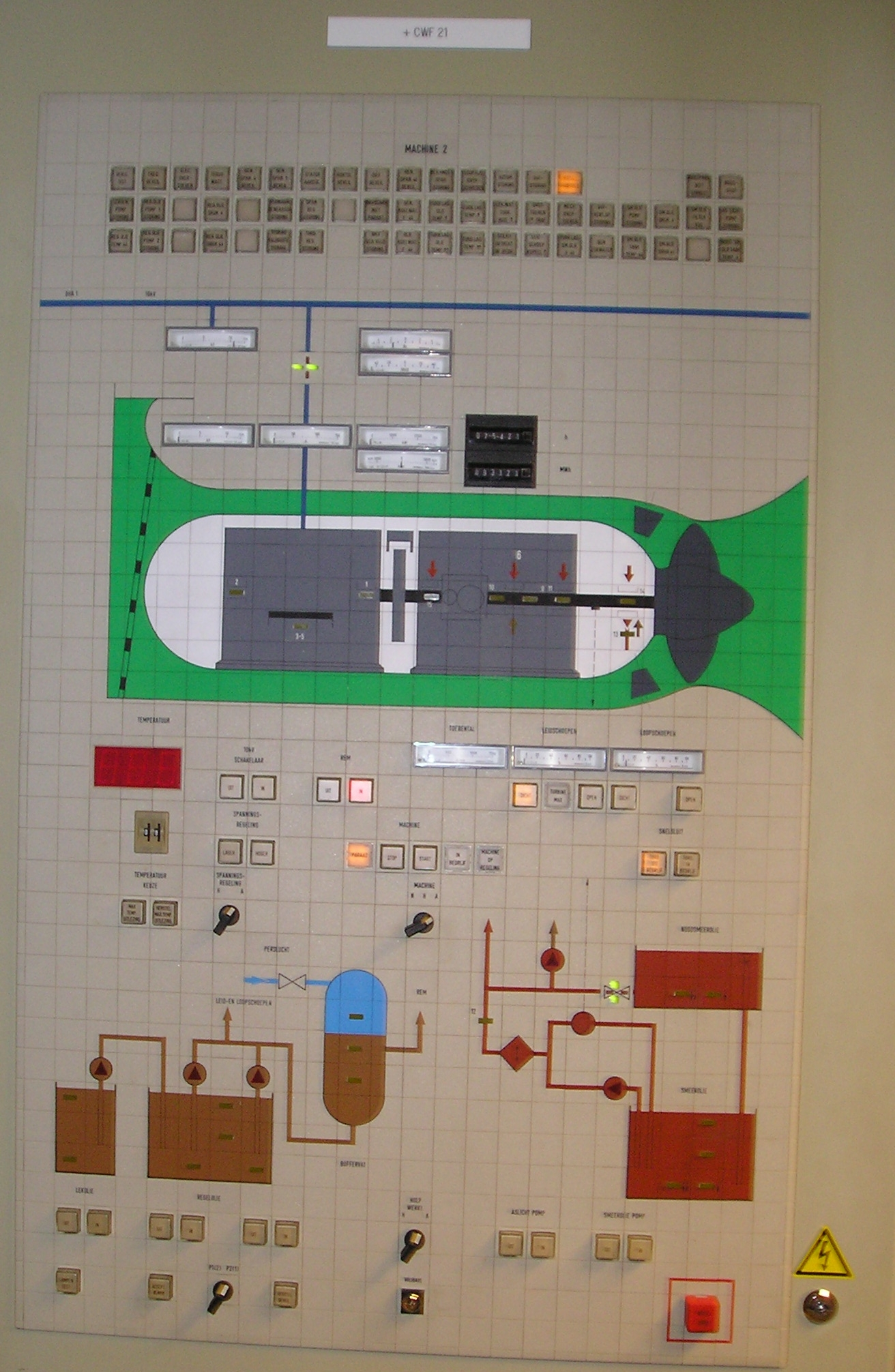
Пульт управління АСУ ТП
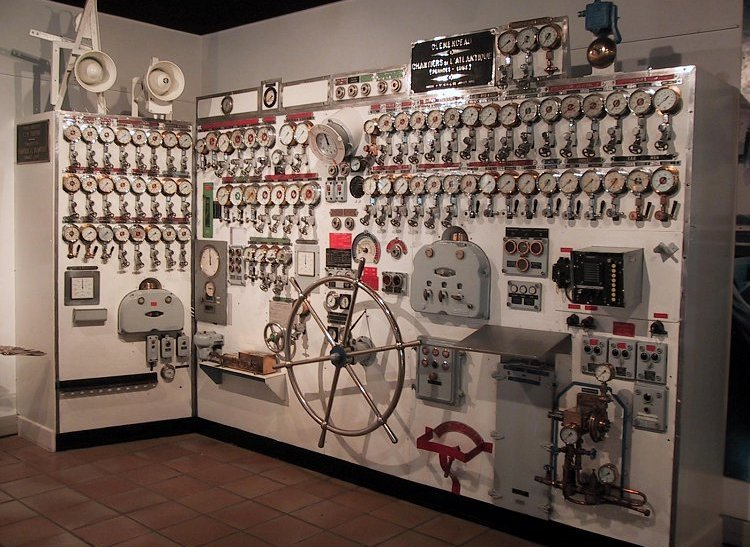
Пульт управління двигунами авіаносця Clémenceau
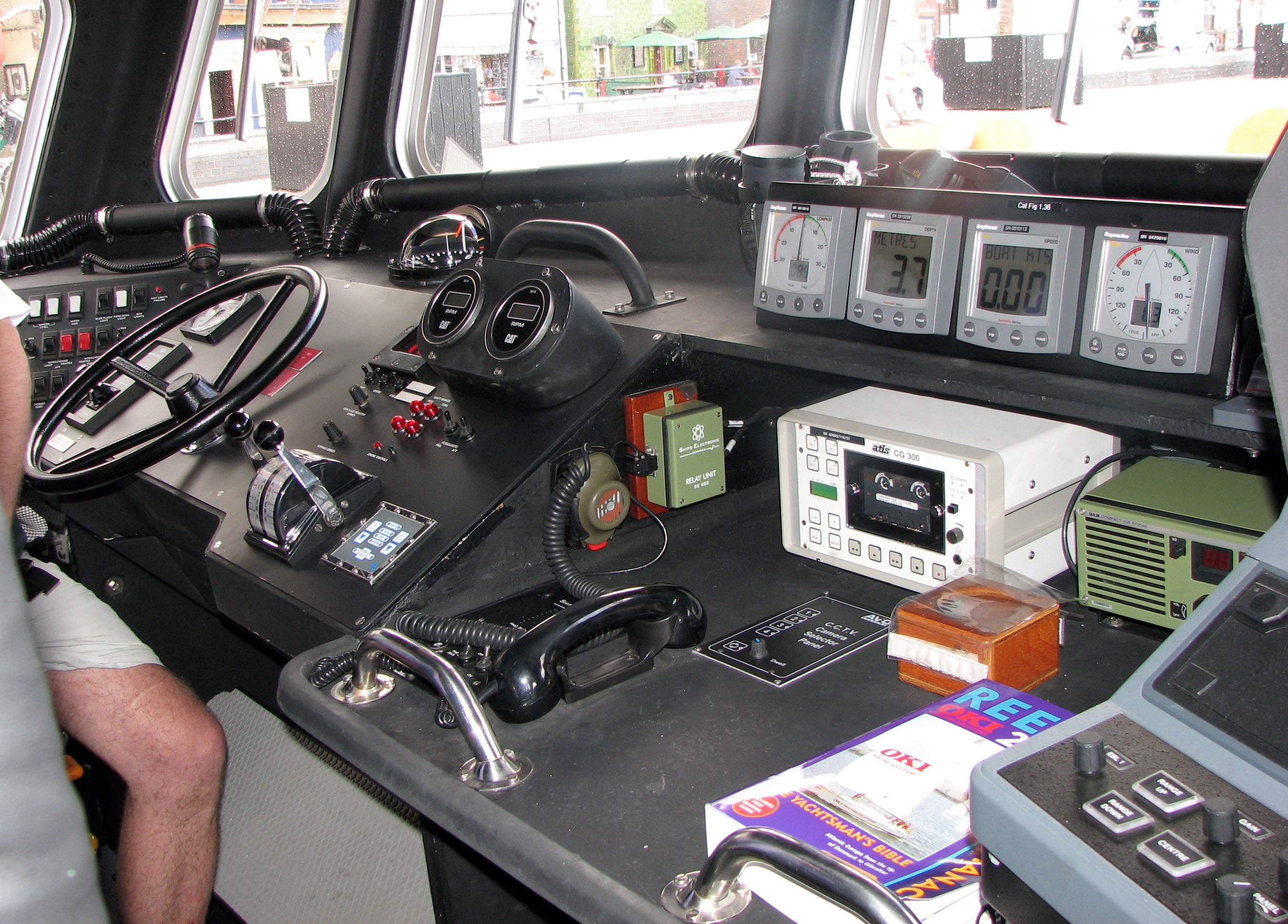
Пульт управління рятувальним ботом
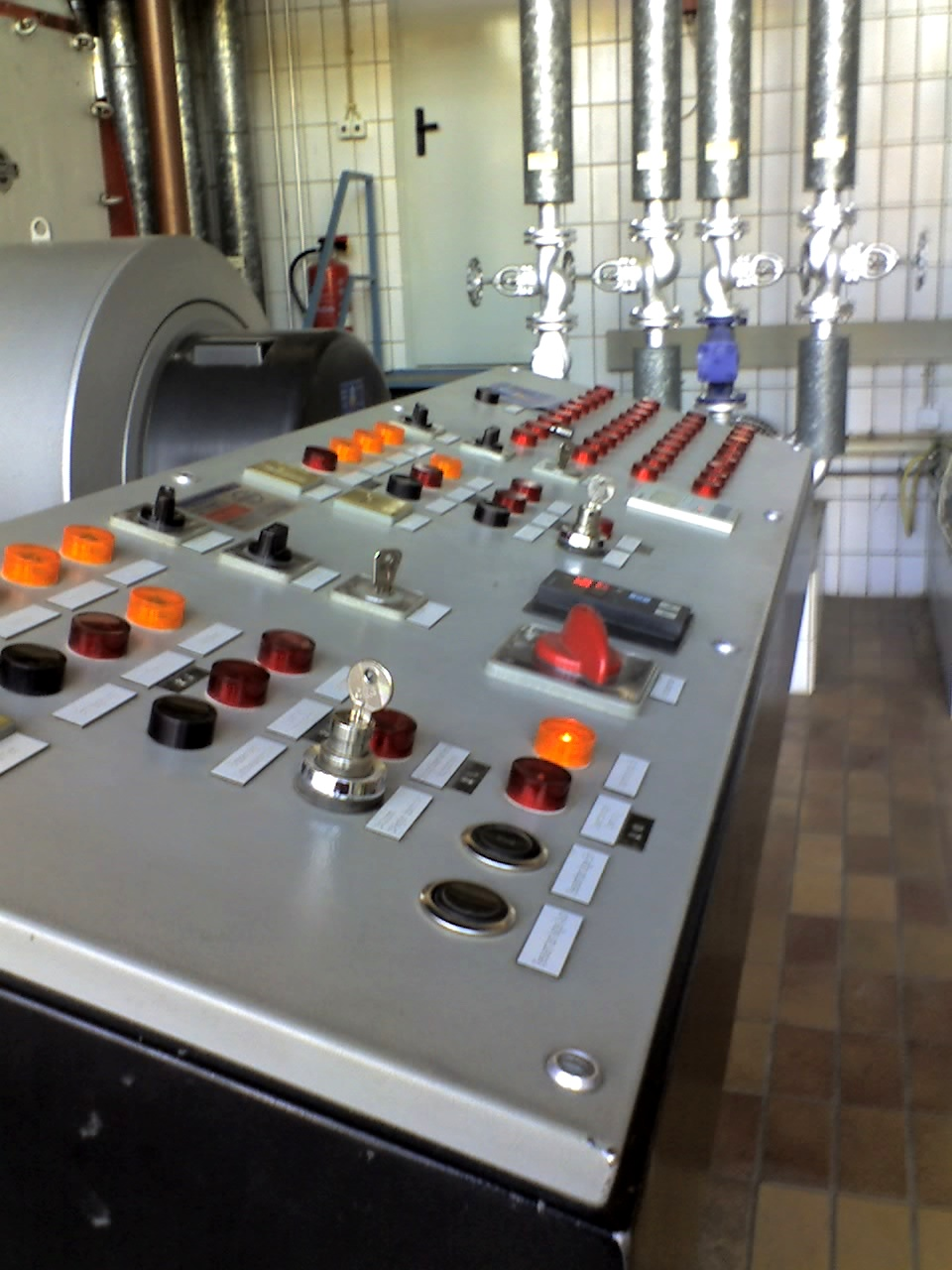
Пульт управління трубчастим котлом
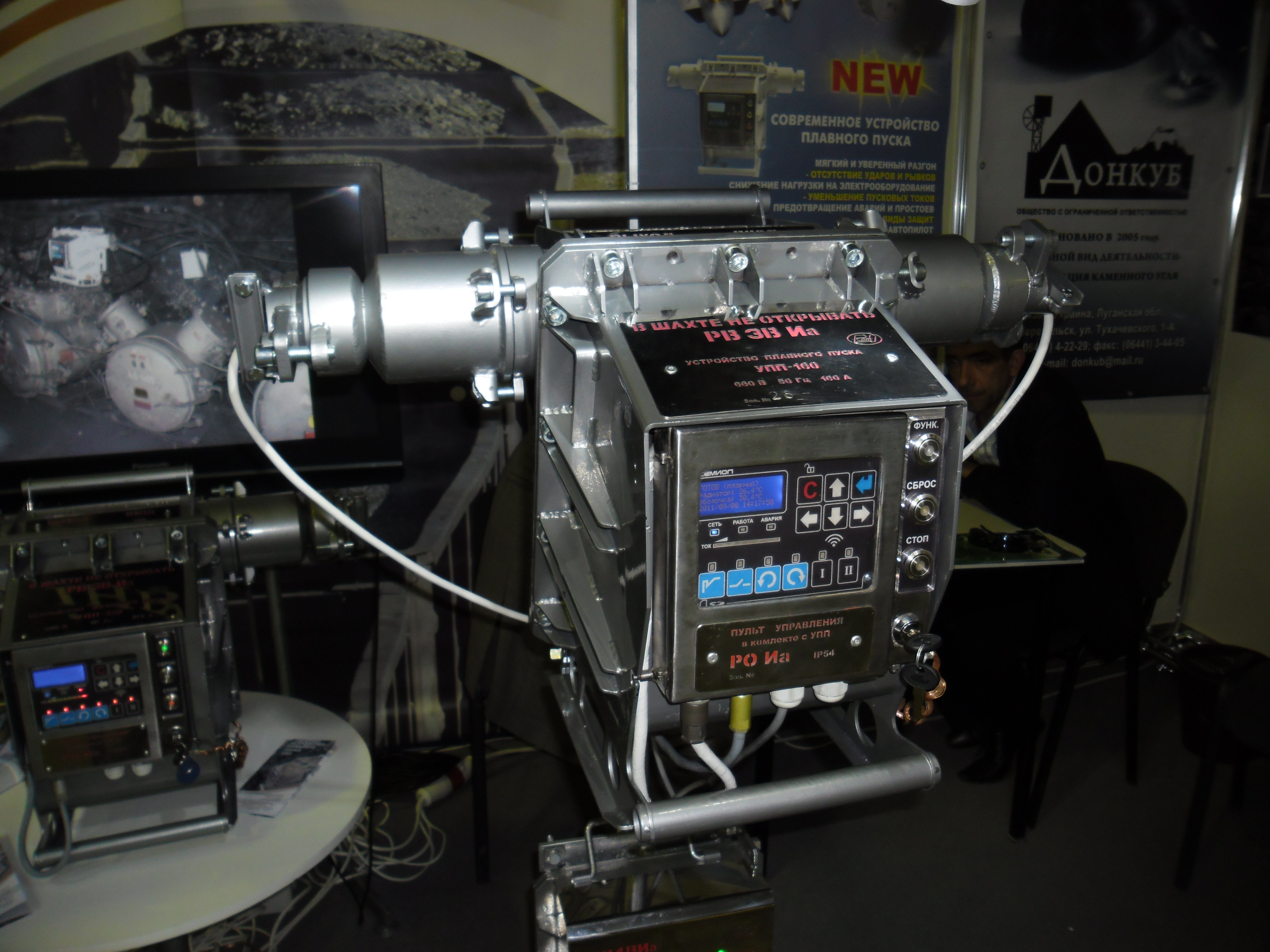
Пульт управління гірничим комбайном.
Пульт керування рухом поїздів на залізниці.
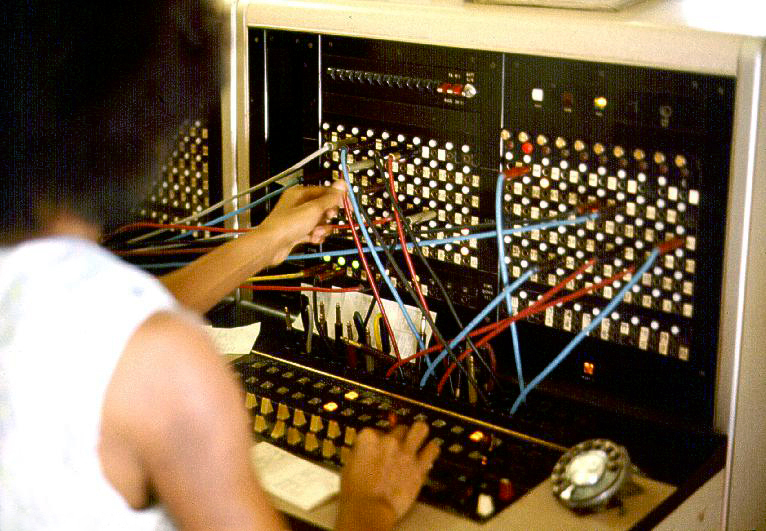
Пульт телефонного комутатора.
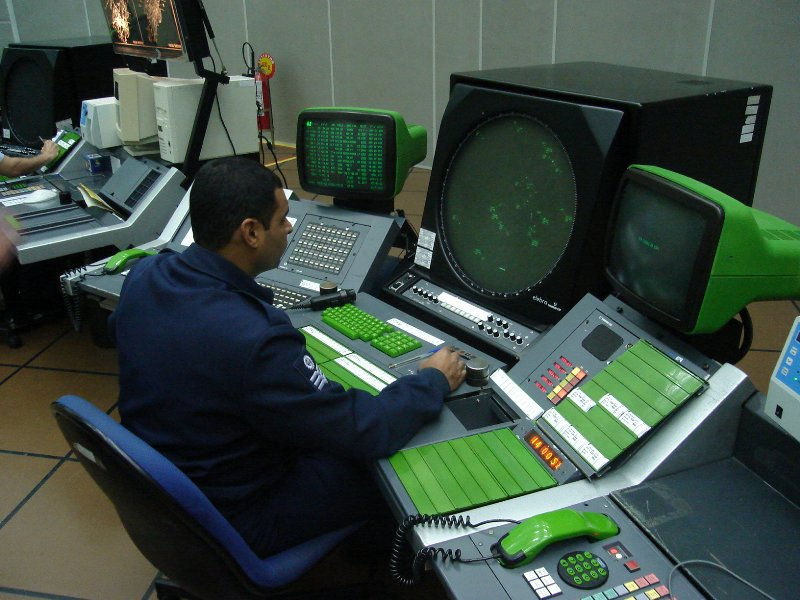
Пульт авіадиспетчера.
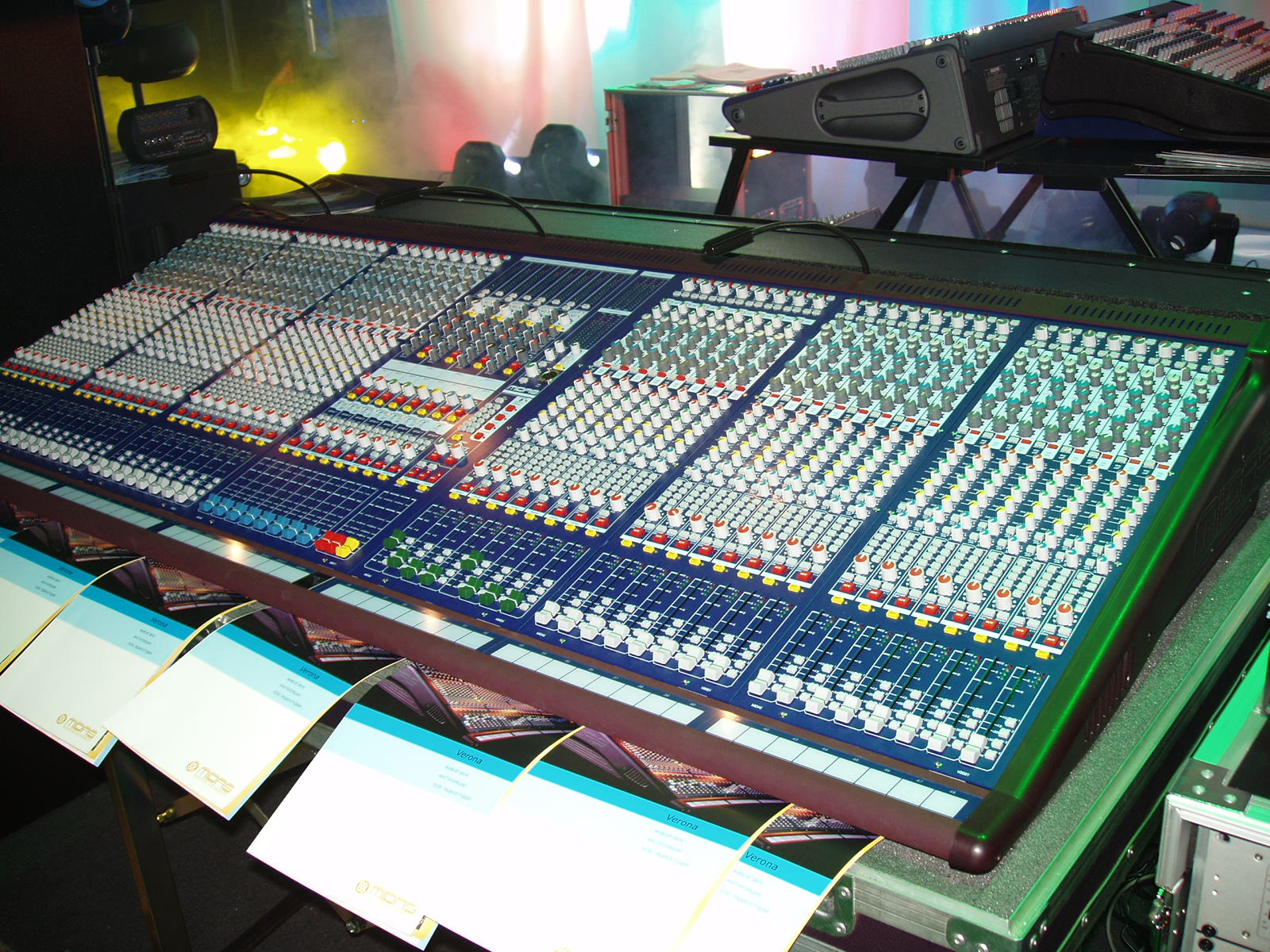
Мікшерний пульт
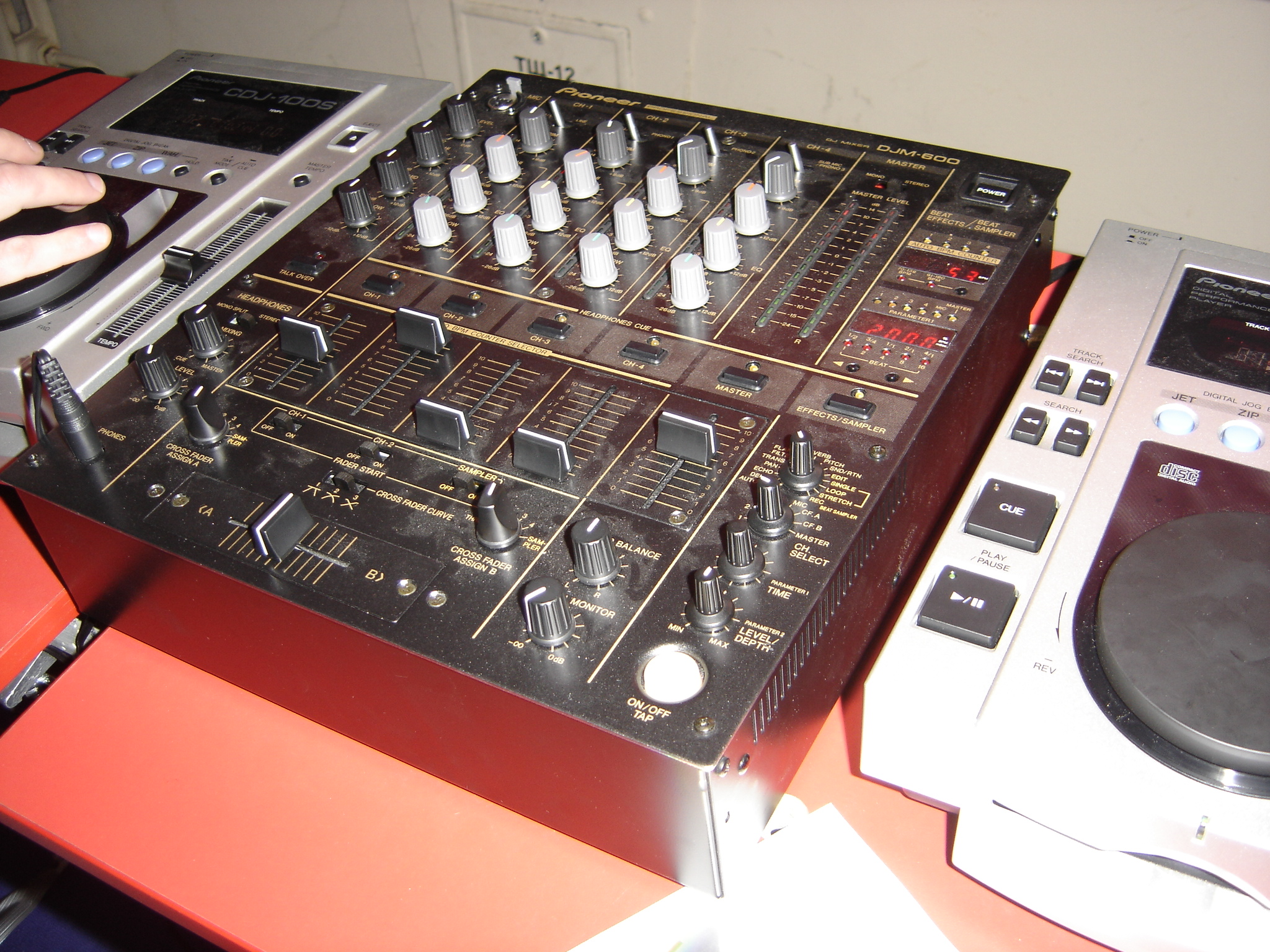
DJ-мікшер
Панель управління компресором.